# Hansa Tonstudio
El Hansa Tonstudio es un estudio de grabación de Berlín (Alemania) en activo desde 1974. Se encuentra en el número 38 de Köthener Straße, en el distrito berlinés de Kreuzberg. Es conocido también por el nombre de "Hansa Studio by the Wall" o "Hansa by the Wall" debido a la cercanía del Muro de Berlín. La mítica sala Meistersaal forma parte de los estudios.

## Historia
El sello Hansa Records fue fundado originalmente en 1962, un año después de la construcción del Muro de Berlín, por los hermanos Peter y Thomas Meisel en el distrito de Wilmersdorf en Berlín Oeste. En 1965 alquilaron las instalaciones de producción de Ariola localizadas en el viejo salón Meistersaal, aunque en 1973 abrieron su propio estudio en Nestorstraße, en el vecindario de Halensee. Sin embargo, al año siguiente tuvieron que abandonar estas instalaciones para volver a alquilar el Meistersaal en Köthener Straße, que desde 1974 es conocido como Studio II.

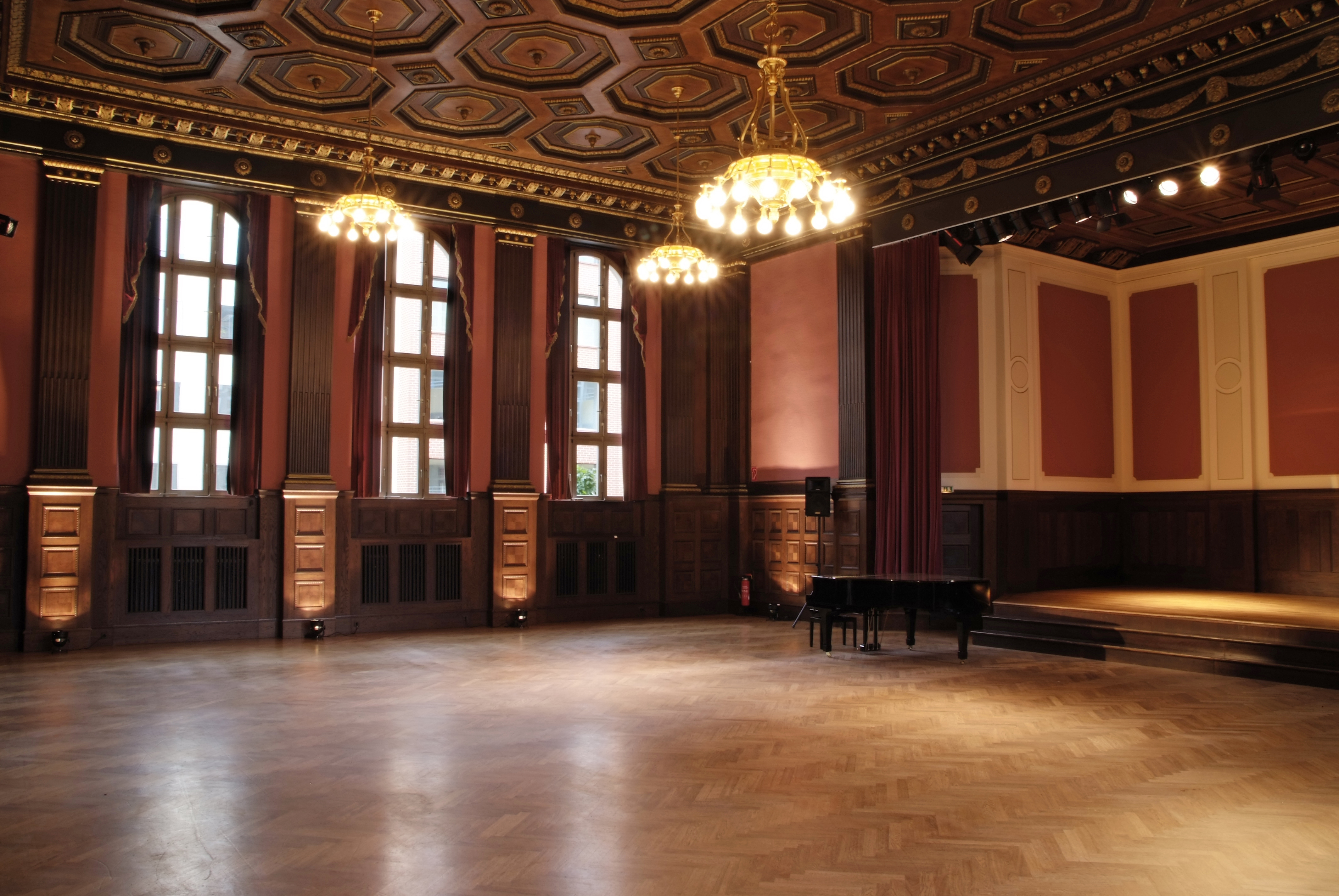
Meistersaal

Las extraordinarias propiedades acústicas del Meistersaal no solo fueron aprovechadas para grabar música moderna sino que también para grabaciones de música clásica. Desde principios de los 80, todas las producciones fueron supervisadas por el productor discográfico inglés Michael Blakey. Los estudios acogieron grabaciones de artistas de la talla de Tangerine Dream, David Bowie, Brian Eno, Iggy Pop, U2, Nick Cave and the Bad Seeds, Claw Boys Claw, Depeche Mode, Marillion, Siouxsie and the Banshees, Killing Joke, Boney M. y ya en los años 90 Manic Street Preachers, R.E.M., Snow Patrol, Kent, Living Things y Go Go Berlin. El sonido sombrío, a la vez que robusto, de las grabaciones realizadas en la espaciosa sala, han dado al estudio un estatus legendario, especialmente entre los seguidores de los géneros post-punk y synthpop.

## Grabaciones notables
- 1977 – Low de David Bowie
- 1977 – "Heroes" de David Bowie
- 1977 – The Idiot de Iggy Pop
- 1977 – Lust for Life de Iggy Pop
- 1979 – Force Majeure de Tangerine Dream
- 1982 – Baal ce David Bowie
- 1983 – Construction Time Again de Depeche Mode
- 1984 – Night Time de Killing Joke
- 1984 – Brilliant Trees de David Sylvian
- 1984 – The Firstborn Is Dead de Nick Cave and The Bad Seeds
- 1984 – Some Great Reward de Depeche Mode
- 1985 – Misplaced Childhood de Marillion
- 1986 – Black Celebration de Depeche Mode
- 1986 – Tinderbox de Siouxsie and the Banshees
- 1986 – Brighter Than a Thousand Suns de Killing Joke
- 1986 – Your Funeral...My Trial de Nick Cave and The Bad Seeds
- 1987 – The Ideal Copy de Wire
- 1987 – Midnight to Midnight de The Psychedelic Furs
- 1988 – A Fierce Pancake de Stump
- 1990 –  Bossanova de Pixies
- 1991 – Achtung Baby de U2
- 2008 – A Hundred Million Suns de Snow Patrol
- 2008 – Diamond Hoo Ha de Supergrass
- 2008 – Ett Brus de Ossler
- 2009 – Röd de Kent
- 2010 – Tiger Suit de KT Tunstall
- 2011 – Collapse into Now de R.E.M.
- 2013 – Rewind the Film de Manic Street Preachers
- 2014 – Futurology de Manic Street Preachers
- 2014 – Siren Charms de In Flames
- 2015 – Es or S de Ling Tosite Sigure
- 2016 – Secret Sensation de TK from Ling Tosite Sigure
- 2016 - Hansa Studios Session de Rome
- 2017 – Mismo sitio, distinto lugar de Vetusta Morla
- 2020 – Live Vol. 1 de Parcels